# Pers-en-Gâtinais
Pers-en-Gâtinais ist eine französische Gemeinde mit 241 Einwohnern (Stand: 1. Januar 2022) im Département Loiret in der Region Centre-Val de Loire. Sie gehört zum Arrondissement Montargis und ist Teil des Kantons Courtenay. 

## Geografie
Pers-en-Gâtinais liegt etwa 73 Kilometer ostnordöstlich von Orléans am Flüsschen Sainte-Rose. Nachbargemeinden von Pers-en-Gâtinais sind Chevry-sous-le-Bignon im Norden, Le Bignon-Mirabeau im Nordosten, Rozoy-le-Vieil im Osten, Mérinville im Südosten, La Selle-sur-le-Bied im Süden, Griselles im Südwesten sowie Chevannes im Westen.

## Bevölkerungsentwicklung
| Jahr                       | 1962 | 1968 | 1975 | 1982 | 1990 | 1999 | 2006 | 2018 |
| Einwohner                  | 222  | 212  | 179  | 146  | 146  | 202  | 200  | 253  |
| Quellen: Cassini und INSEE |      |      |      |      |      |      |      |      |

## Sehenswürdigkeiten

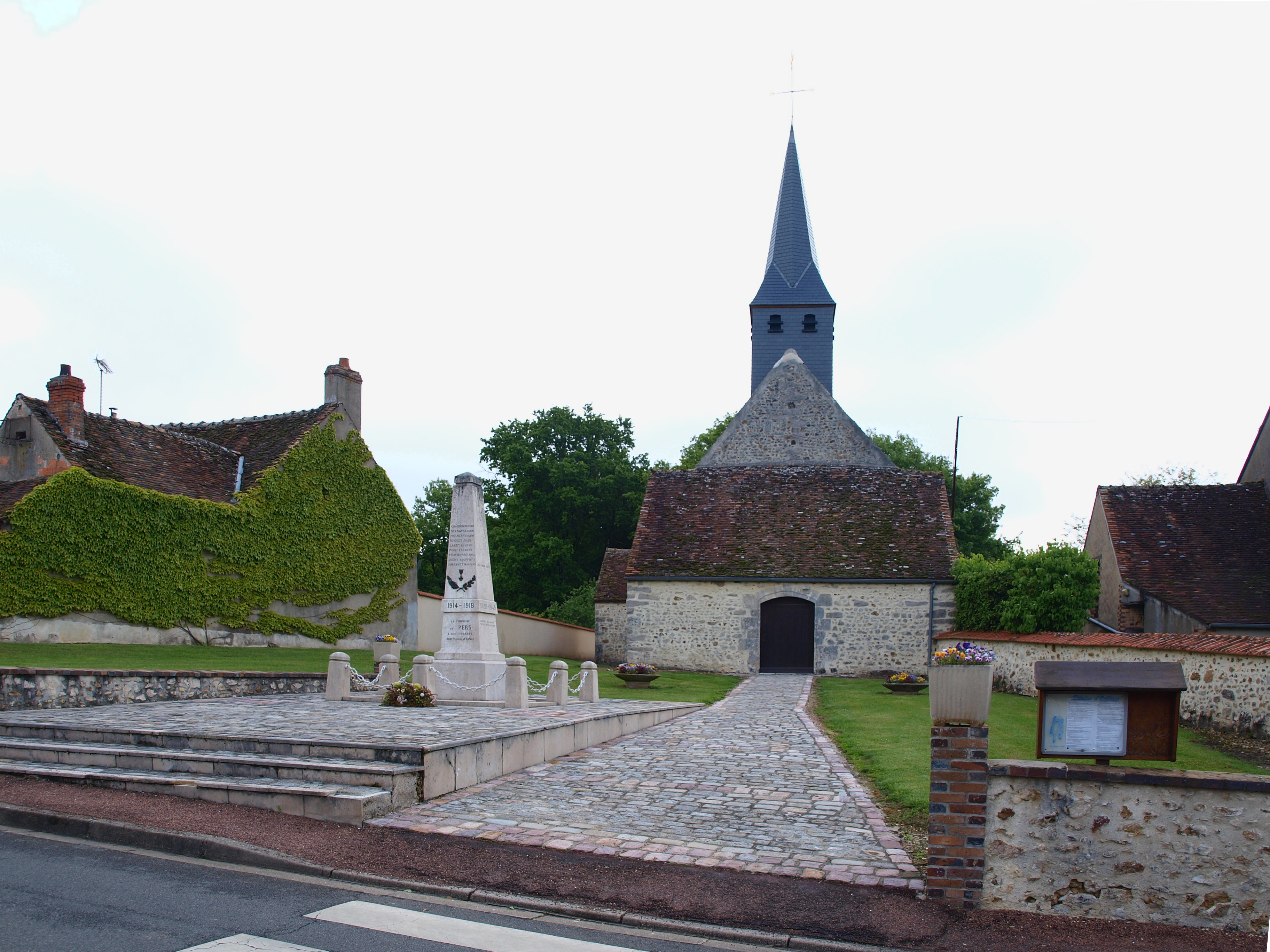
Kirche Saint-Loup

- Kirche Saint-Loup